# Předvídavost
Předvídavost je schopnost předvídat případně talent k předpovídání toho, co se stane, co bude potřeba (nebo hrozit) v budoucnosti. Studie naznačují, že velká část každodenního lidského myšlení je zaměřena na potenciální budoucí události (viz články budoucnost, futurologie). Kvůli tomu a kvůli významu předvídavosti pro řízení lidí je povaha a vývoj předvídavosti důležitým tématem v psychologii.
Přemýšlení o budoucnosti je také studováno pod názvem prospekce.

## V managementu
V managementu je předvídavost chápána jako (skryté nebo zjevné) chování, přezkoumání, analýza a syntéza minulých definic a specifikace obecného vyjádření prospekce tak, aby byl výsledek měřitelný.
Konkrétně byla předvídavost definována jako stupeň analýzy současných nepředvídaných událostí a míra posunu analýzy současných nepředvídaných událostí v čase a úroveň analýzy požadovaného budoucího stavu nebo stavů o stupeň dopředu s ohledem na nepředvídané události pod kontrolou, stejně jako stupeň analýzy postupů o určitý stupeň v předstihu, aby dosáhl požadovaného budoucího stavu.
Příkladem predikčního trhu jsou trhy obchodování na burze vytvořené za účelem obchodování s výsledky událostí. Tato ekonomická teorie je připisována ekonomům Ludwigu von Misesovi a Friedrichu Hayekovi. Predikční trh umožňuje agregovat informace a provádět přesné předpovědi na základě hypotézy efektivního trhu, která uvádí, že ceny aktiv plně odrážejí všechny dostupné informace. Například stávající ceny akcií vždy zahrnují všechny relevantní související informace pro akciový trh, aby bylo možné provést přesné předpovědi.